# Osieki (Białoruś)
Osieki, Osieka (biał. Асека, Asieka; ros. Осека, Osieka) – wieś na Białorusi, w obwodzie brzeskim, w rejonie bereskim, w sielsowiecie Sielec.

## Historia
W XIX i w początkach XX w. wieś i folwark położone w Rosji, w guberni grodzieńskiej, w powiecie prużańskim, w gminie Sielec.
W dwudziestoleciu międzywojennym leżały w Polsce, w województwie poleskim, w powiecie prużańskim, w gminie Sielec. W 1921 miejscowość liczyła 78 mieszkańców, zamieszkałych w 17 budynkach, w tym 69 Białorusinów i 9 Polaków. 69 mieszkańców było wyznania prawosławnego i 9 rzymskokatolickiego.
Po II wojnie światowej w granicach Związku Sowieckiego. Od 1991 w niepodległej Białorusi.